# PyPy
PyPy는 유연함과 쉬운 실험을 위해 파이썬 프로그래밍 언어 자체로 작성된 파이썬 구현체이다. 이 프로젝트의 목적 중 하나는 최적화된 PyPy의 파이썬 구현이 현재의 C 구현보다 빠르도록 하는 것이다. PyPy 자체는 파이썬 언어의 부분집합인 RPython으로 구현되어 있다.
PyPy는 파이썬 코드를 기계어나 다른 저급 언어로 자동 번역하는 저스트 인 타임 컴파일러(JIT) 기능을 포함하고 있는데 특이한 점은 JIT 컴파일러 자체가 JIT 컴파일러 생성기로부터 — PyPy RPython 코드를 분석하여 — 자동생성된다는 점이다.
벤치마크 대상에 따라 다르긴 하지만 PyPy 1.4 버전부터 CPython보다 나은 성능을 보인다.
예를 들어 PyPy 1.4는 PyPy 자체를 컴파일 하는 코드가 CPython보다 PyPy에서 더 빠르게 돌아가는 첫 번째 버전이다.

## 같이 보기
- 부트스트랩 (컴파일러)
- 사이썬
- GraalVM
- 사이코 (소프트웨어)